# Андислебен
Андислебен (нем. Andisleben) — община в Германии, в земле Тюрингия.
Входит в состав района Зёммерда. Подчиняется управлению Гера-Ауэ.  Население составляет 611 человек (на 31 декабря 2010 года). Занимает площадь 6,81 км².